# Estensione normale
In matematica, e in particolare in teoria dei campi, un'estensione normale è un'estensione di campi algebrica {\displaystyle F\subseteq E} tale che ogni polinomio irriducibile nell'anello dei polinomi {\displaystyle F[x]} che ha una radice in {\displaystyle E} si spezza completamente in {\displaystyle E[x]}

## Definizioni equivalenti
Vi sono molte caratterizzazioni equivalenti delle estensioni normali. Se infatti {\displaystyle F\subseteq E} è un'estensione di campi, allora sono equivalenti:
- {\displaystyle F\subseteq E} è un'estensione normale;
- se {\displaystyle \alpha \in E}, allora tutte le radici del polinomio minimo di {\displaystyle \alpha } su {\displaystyle F} sono in {\displaystyle E};
- ogni automorfismo di una chiusura algebrica di {\displaystyle E} che fissa {\displaystyle F} è un automorfismo di {\displaystyle E};
- {\displaystyle E} è il campo di spezzamento su {\displaystyle F} di una famiglia di polinomi di {\displaystyle F[x]}.

Quando l'estensione {\displaystyle F\subseteq E} è anche finita, allora l'ultima di queste equivalenze può essere semplificata richiedendo che {\displaystyle E} sia il campo di spezzamento di un singolo polinomio di {\displaystyle F[x]}.

## Esempi
- Il campo {\displaystyle \mathbb {Q} ({\sqrt {2}})} è un'estensione normale di {\displaystyle \mathbb {Q} } ,in quanto esso è il campo di spezzamento di {\displaystyle x^{2}-2}. Più in generale, qualsiasi estensione di grado 2 è normale.
- {\displaystyle \mathbb {Q} ({\sqrt[{3}]{2}})} non è un'estensione normale di {\displaystyle \mathbb {Q} }: infatti, {\displaystyle {\sqrt[{3}]{2}}} ha come polinomio minimo {\displaystyle x^{3}-2}, le cui altre due radici non sono reali, e quindi non possono essere contenute dentro {\displaystyle \mathbb {Q} ({\sqrt[{3}]{2}})} (che è contenuto in {\displaystyle \mathbb {R} }).
- Se {\displaystyle E} è la chiusura algebrica di {\displaystyle F}, allora {\displaystyle F\subseteq E} è normale, in quanto ogni polinomio di {\displaystyle F[x]} si decompone linearmente in {\displaystyle E[x]}.

## Proprietà
- Per definizione, un'estensione {\displaystyle F\subseteq E} è di Galois se e solo se è normale e separabile.
- Se {\displaystyle F\subseteq E} è un'estensione normale, e {\displaystyle F\subseteq L\subseteq E}, allora anche {\displaystyle L\subseteq E} è normale. In generale, invece, l'estensione {\displaystyle F\subseteq L} non è normale.
- Se {\displaystyle F\subseteq E_{1}} e {\displaystyle F\subseteq E_{2}} sono estensioni normali, allora anche {\displaystyle F\subseteq E_{1}\cap E_{2}} e {\displaystyle F\subseteq E_{1}E_{2}} (dove {\displaystyle E_{1}E_{2}} è il campo generato da {\displaystyle E_{1}} ed {\displaystyle E_{2}}) sono normali. Lo stesso avviene per una quantità infinita di estensioni normali.

## Chiusura normale
Se {\displaystyle F\subseteq E} è un'estensione algebrica, esiste sempre un'estensione {\displaystyle G} di {\displaystyle E} che è la più piccola estensione normale di {\displaystyle F} contenente {\displaystyle E}; essa è chiamata la chiusura normale di {\displaystyle E} su {\displaystyle F}, ed è unica a meno di isomorfismi.
Se {\displaystyle E=F(S)} (cioè se {\displaystyle E} è generato su {\displaystyle F} da un insieme {\displaystyle S}), allora la chiusura normale di {\displaystyle E} su {\displaystyle F} è generata dalle radici dei polinomi minimi su {\displaystyle F} degli elementi di {\displaystyle S}: ad esempio, la chiusura normale di {\displaystyle \mathbb {Q} ({\sqrt[{3}]{2}})} su {\displaystyle \mathbb {Q} } è uguale a {\displaystyle \mathbb {Q} ({\sqrt[{3}]{2}},\omega {\sqrt[{3}]{2}},\omega ^{2}{\sqrt[{3}]{2}})=\mathbb {Q} ({\sqrt[{3}]{2}},\omega )}, dove {\displaystyle \omega } è una radice primitiva terza dell'unità.
In particolare, se {\displaystyle F\subseteq E} è un'estensione finita anche la chiusura normale di {\displaystyle E} su {\displaystyle F} è un'estensione finita di {\displaystyle F}.